# Elvira Saadi
Ėl'vira Fuadovna Saadi (in russo Эльвира Фуадовна Саади?; Tashkent, 2 gennaio 1952) è un'ex ginnasta sovietica, che conquistò 2 medaglie d'oro olimpiche con la squadra nazionale dell'Unione Sovietica ai giochi olimpici di Monaco nel 1972 e di Montréal nel 1976.

## Palmarès
| Anno | Manifestazione | Sede     | Specialità         | Risultato | Note |
| ---- | -------------- | -------- | ------------------ | --------- | ---- |
| 1972 | Olimpiadi      | Monaco   | Concorso a squadre | Oro       |      |
| 1976 | Olimpiadi      | Montréal | Concorso a squadre | Oro       |      |